# Тшинецьке культурне коло
Тшинецьке культурне коло, тшинецько-комарівсько-сосницька культурно-історична спільність — група споріднених археологічних культур пізньої бронзової доби, поширених у лісовій та лісостеповій зонах Сх. Європи (території Польщі, України (Галичина, Волинь, Буковина, Поділля, Полісся, Середня Наддніпрянщина), Білорусі, Росії (Брянщина), Румунії (Румунська Молдова), Молдови, Литви; окремі пам'ятки зафіксовані в Латвії та Естонії). Вирізняються лісова та лісостепова лінії розвитку. Ареал Т.к.к. розподіляється на західний (басейн Балт. моря) та східний (басейн Чорного моря) масиви. До зх. масиву належить тшинецька к-ра (групи лубенська, опатовська, любельська, мазовецько-подляська, німанська). До сх. масиву входять комарівська к-ра (групи комарівська, волинська, києво-черкаська, подільська, Костіша) та сосницька к-ра (групи прип'ятська, києво-житомирська, сосницька, північнополіська, русаковицька); перша пов'язана з лісостеповими ландшафтами, друга — з лісовими. Час існування Т.к.к. охоплює все 2-ге тис. до н. е.; класичний період датується 16—13 ст. до н. е. та відповідає кліматичному оптимуму суббореалу. Погляди на Т.к.к., окремі к-ри та групи залишаються дискусійними.

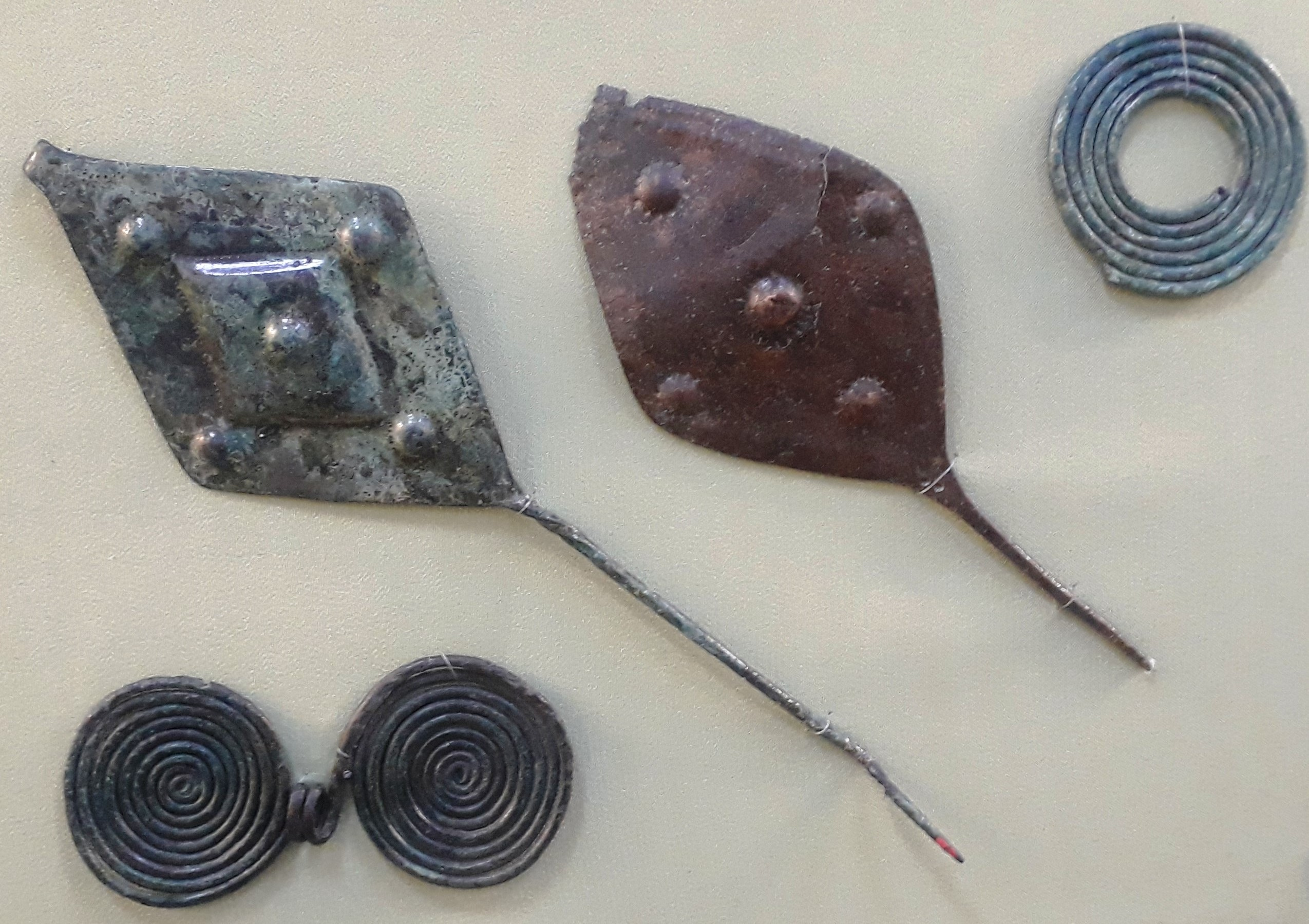
Тшинецькі фібули та шпильки (Національний музей історії України)

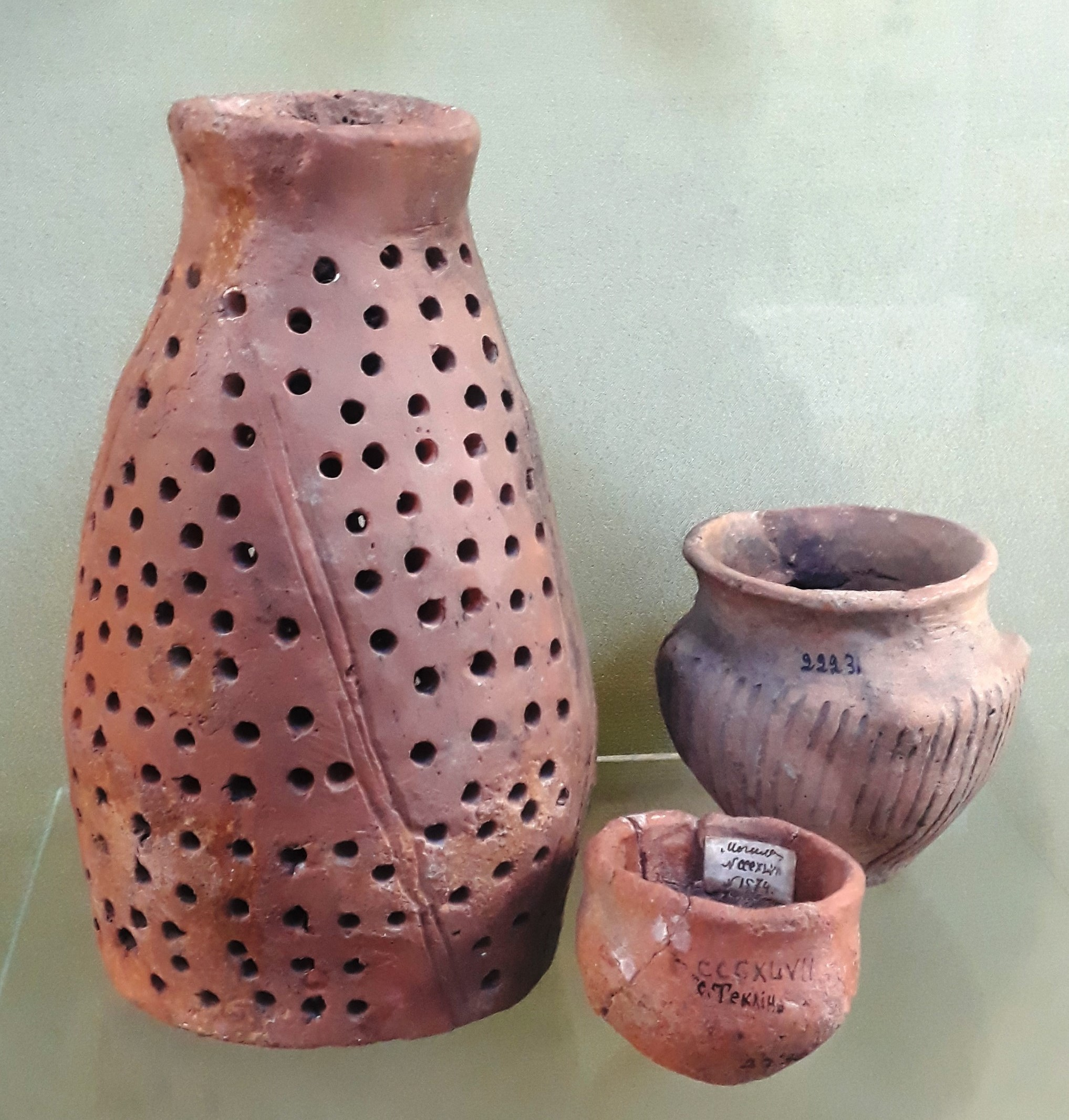
Тшинецький посуд (Національний музей історії України)

Пам'ятки Т.к.к. представлені поселеннями, курганами, ґрунтовими могильниками, скарбами та випадковими знахідками. Поселення (Тшинець, Дратов, Опатов, Клешев, Злота, Костянець, Пустинка, Завадівка, Гришівка, Мошни, Кощіївка, Ходосівка) звичайно розташов. на перших надзаплавних терасах або на дюнних підвищеннях у заплавах річок. Виділяються довготривалі поселення та короткотривалі стоянки. На деяких поселеннях зафіксоване вуличне планування. Житла наземні або трохи заглиблені, одно- та двокамерні, з відкритими вогнищами або купольними печами. Могильники курганні та безкурганні (Лубна, Комарів, Буківна, Волиця, Івання, Нетішин, Дорогоща, Войцехівка, Малополовецьке, Гордіївка, Білий Потік, Гостомель, Бесець, Прибар). Поховання здійснювали на давньому горизонті, в ямах, кам'яних та дерев'яних скринях. Поховальний обряд дуже різноманітний: трупопокладення з різним ступенем скорченості, трупоспалення на стороні (урнові та безурнові) та на місці, розчленування. Скарби (Дратов, Ставішице, Пересопниця, Чорногородка) складаються переважно з бронз. прикрас: браслетів, кілець, шпильок, підвісок. До складу керамічного комплексу Т.к.к. входять горщики (переважна більшість має характерний S-подібний профіль), чаші (у тому числі одно- та дворукі), миски, банки, кубки, кришки, «друшляки», пряслиця (у тому числі «рогаті»), ложки-ллячки. Посуд орнаментований переважно у верхній частині. Характерним є бороздчатий орнамент, поширені поодинокі валики, відбитки різноманітних штампів. Серед бронз. виробів — шила, ножі, тесла, сокири, вістря списів, шпильки, шийні гривни, браслети, двоспіральні фібули, кільця, різноманітні підвіски, пронизки. Для прикрас характерними є щитки, звиті з дроту у вигляді спіралі. З кременю виготовляли ножі, скребачки, скобелі, серпи, вістря стріл. Із каменю — розтиральники, зернотертки, абразиви; трапляються сокири. Кістку використовували для виготовлення знарядь для обробки шкіри, проколок, прикрас. Осн. заняттям населення були скотарство і землеробство. Перше — більш розвинуте в лісових районах, друге — у лісостепових.
Т.к.к. сформувалося на основі кола к-р шнурової кераміки (див. Шнурової кераміки (бойових сокир) культурно-історична спільність). Значний вплив на формування тшинецької к-ри в Польщі мали івенська та унетицька к-ри. Комарівська к-ра сформувалася під впливом к-р Карпато-Дунайського регіону, зокрема Отомань, а з пд. сх. — культ. кола Бабине (див. Багатоваликової (багатопружкової) кераміки культура). У сосницькій к-рі яскраво простежуються пережитки місц. неоліту. На класичному етапі встановлено тісні культ. зв'язки різних груп Т.к.к. з курганними к-рами Центр. Європи, зрубним культ. колом (див. Зрубна культурно-історична спільність) та колом Сабатинівка—Ноа—Кослоджень (див. Сабатинівська культура, Ноуа). На фінальному етапі Т.к.к. під інокульт. впливами відбулася трансформація тшинецької к-ри в ранню лужицьку культуру, комарівської — у білогрудівську культуру та ранню висоцьку культуру, сосницької — у ранню милоградську культуру.